# Nonohonis
Nonohonis is een bestuurslaag in het regentschap Timor Tengah Selatan van de provincie Oost-Nusa Tenggara, Indonesië. Nonohonis telt 4469 inwoners (volkstelling 2010).